# 45-та паралель (роман)
«45-та паралель» — документальний роман письменниці Поліни Жеребцової про її життя в місті Ставрополь. Виїхавши з Чечні разом із матір'ю у 2004 році, письменниця продовжила вести щоденникові записи на Ставропольщині. Щоденники 2005–2006 років стали основою роману-документа.
У 2017 році книга увійшла до шорт-листа премії ім. Андрія Сахарова «за журналістику як вчинок».

## Сюжет
Родина Жеребцових переїжджає з Грозного у Ставрополь, вони — біженці. На кожному кроці їм доводиться поставати перед труднощами: немає свого житла, матеріальної допомоги, важко влаштуватися на роботу, немає паспорта. У місті Ставрополі Поліна Жеребцова зустрічає різних людей, записує їхні розповіді про життя в особистий щоденник, у тому числі історії представників ЛГБТ, військових, незаможних і т. д..
Книга розділена на п'ять частин, кожна з яких присвячена певним подіям. Чеченський щоденник письменниці виданий під назвою «Мураха в скляній банці» є попередньою книгою в «Кавказькому циклі».

## Видання
Вперше «45-та паралель» була видана у харківському видавництві «Фоліо» у 2017 році. В російському видавництві «Время» книга перевидана 2024 року.
Фрагменти книги були опубліковані в журналах «Медведь» та «Сноб».

## Особливості жанру та проблематика
Літературні критики високо оцінюють прозу Поліни Жеребцової. Жанр, у якому працює письменниця, має документальний характер: книги засновані на її щоденникових записах. Критики відзначають художню силу у її творах та виявлення гострих соціальних проблем.
У журналі «Знамя» сказано про книгу, що долі людей у ній — зліпки нашого часу. Критик Ольга Бугославська наполягає, що найважливіший акцент роману — роль забобонів у суспільстві та прирівнює твір Жеребцової до діалогу з романом Ганьї Янаґігари «Маленьке життя» та з серіалом «Секс і місто».
Книги Поліни Жеребцової перекладені французькою, німецькою, чеською, фінською, естонською, португальською, болгарською, польською, українською, литовською, латиською, словенською, арабською, італійською та іншими мовами світу.

## Відгуки
| Авторка книги, Поліна Жеребцова, дівчина, яка пережила дві чеченські війни і в двадцять років дивом втекла з Грозного до Ставрополя (а нині благополучно отримала фінське громадянство), стає Вергілієм для читача, провівши його по всіх колах пекла. У цьому документальному романі жодного слова не написано. Навпаки, зізнається Поліна, довелося скоротити низку епізодів, щоб книга не здавалася похмурою босховською вигадкою, |
| — Сергій Беседін. |

| «45-а паралель» — текст набагато багатоплановіший, складніший і мудріший, щоб висвітлювати лише одне дуже делікатне для сучасного російського контексту питання. Це роман не просто про наслідки безглуздої чеченської війни, не просто про одностатеве кохання (точніше, кохання як таке), не просто про людську дурість і жорстокість, банальну і безглузду. Незважаючи на всі описувані жахи, несправедливість, від якої перехоплює подих, конвульсивно стискається серце та інші життєво важливі органи — незважаючи на все це книга Поліни — щось на кшталт протиотрути, антидоту; болюче, але дієве щеплення, |
| — Сергій Кумиш. |

## Премії та номінації
- 2017 — шорт-лист премії ім. Андрія Сахарова «за журналістику як вчинок».
- 2018 — лонґ-лист Премії НОС.
- 2018 — лонґ-лист премії Ясна Поляна.